# Al-Isāwīya
Al-ʿĪsāwīya oder Aissaoua ist ein islamischer Sufi-Orden (Tariqa) im Maghreb.
Der Orden spaltete sich im 15. Jahrhundert von der Tariqa Schadhiliyya ab. Ordensgründer ist Muhammad b.ʿĪsā (1465–1526). Seine Mitglieder praktizieren, wie in vielen anderen Tariqas auch, den Dhikr mit musikalischer Untermalung.